# Портретная тарелка

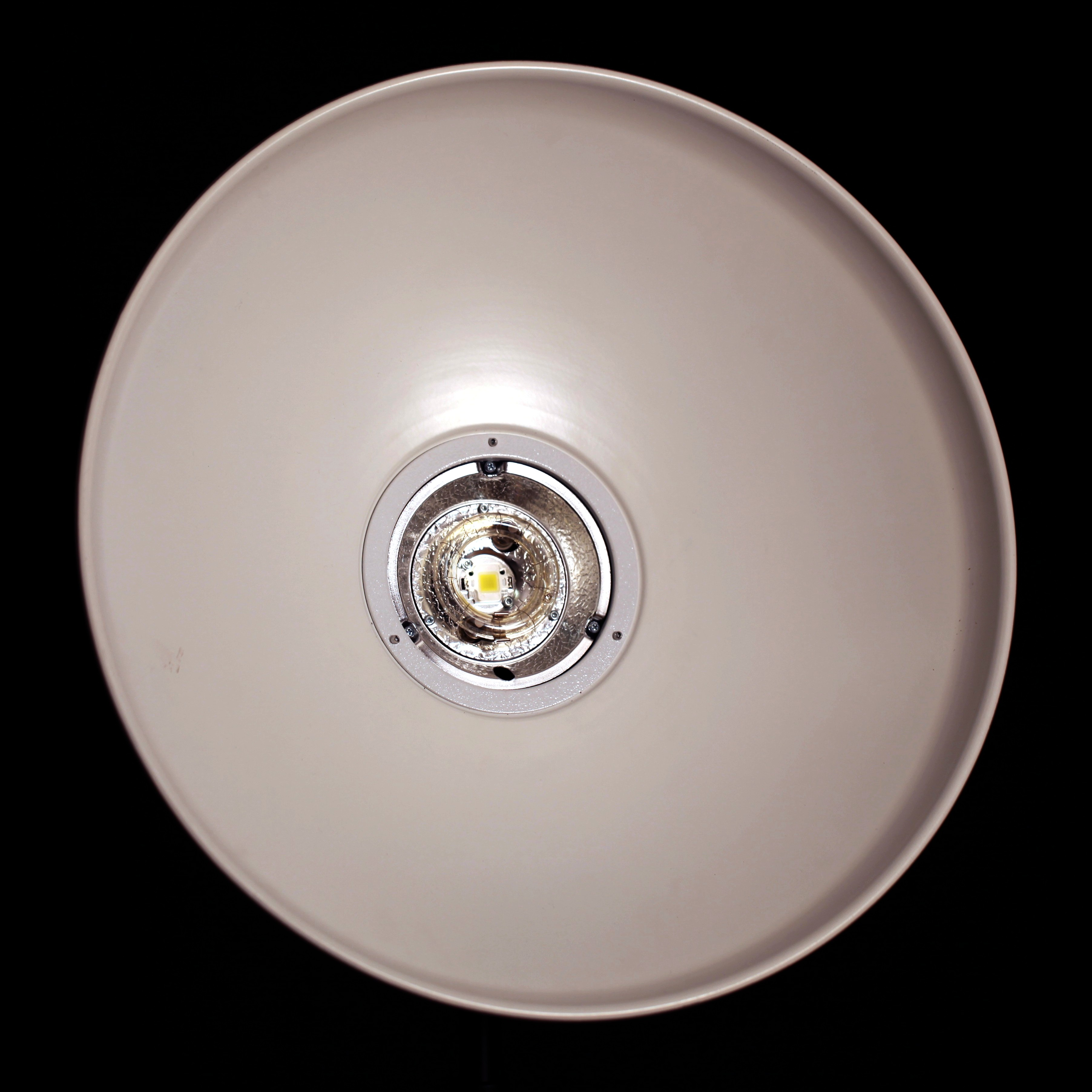
Белая портретная тарелка, 44 cm

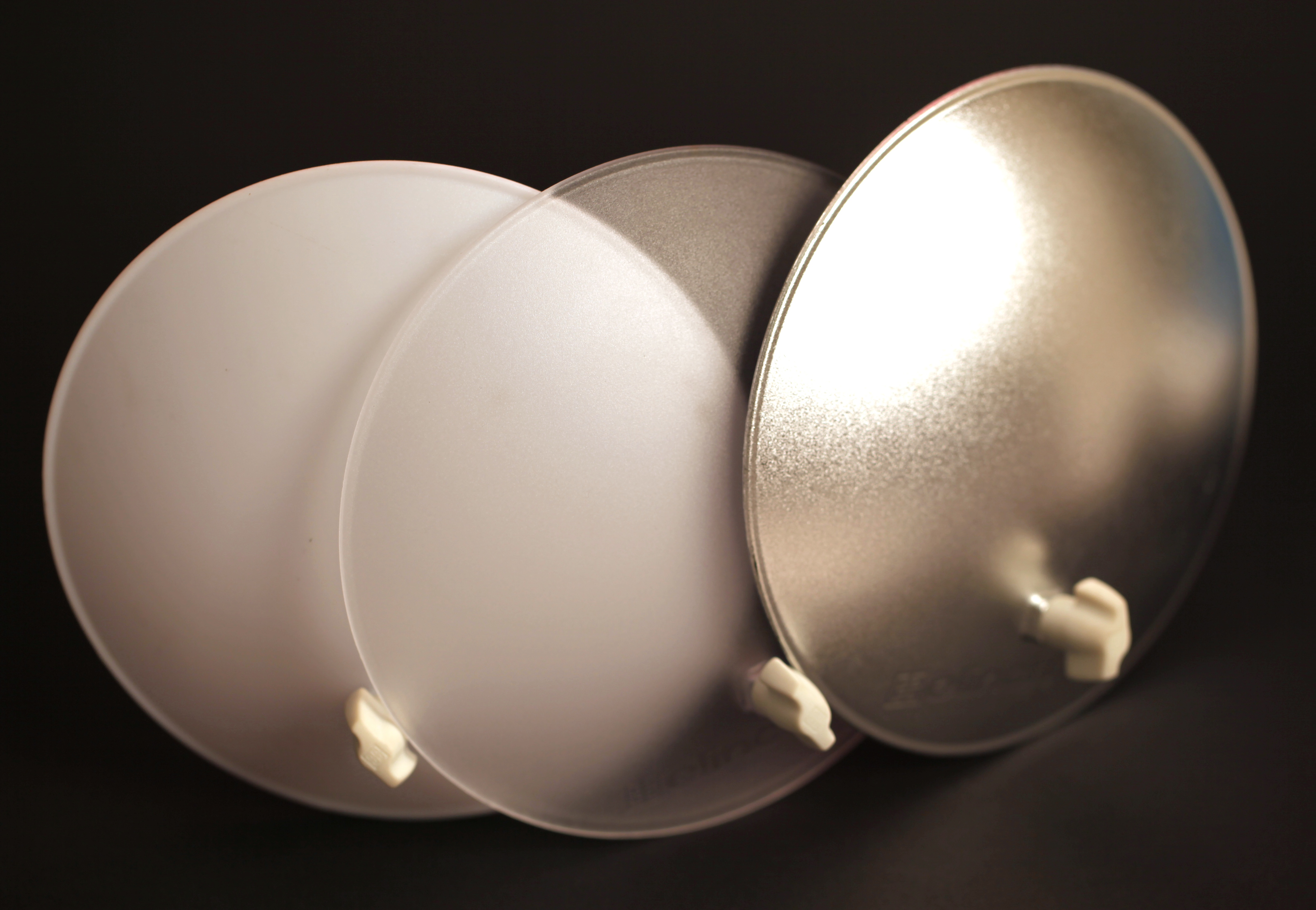
Отражатели белый, прозрачный, серебряный. Вид сзади

Портретная тарелка, софтрефлектор (часто употребляется английское название англ. beauty dish) — это фотографическое осветительное устройство, которое использует параболический отражатель для распределения света в сторону фокусной точки. Портретная тарелка создаёт свет, по силе и рассеянности занимающий среднее положение между прямой вспышкой и софтбоксом. Это придаёт изображению контрастный вид, добавляет более драматический эффект.
Есть два основных различия между портретной тарелкой и обычным отражателем.
- Во-первых, тарелка больше обычных отражателей. Например, в одной линейке оборудования отражатели имеют диаметр от 7 до 16 дюймов, а тарелка — 22 дюйма в диаметре. У другого производителя обычные отражатели имеют диаметр от 7 до 13 дюймов, а портретная тарелка диаметром примерно 21 дюйм.
- Во-вторых, практически каждая портретная тарелка имеет значительную по размеру непрозрачную крышку прямо над передней частью источника света в её центре. Это предотвращает попадание прямого света на объект. Таким образом, весь свет, который исходит от перевёрнутой рефлекторной тарелки, отражается от её внутренней стенки. Это приводит к более мягкому свету, чем при использовании стандартного отражателя с открытым источником света в центре.

Наличие непрозрачной крышки в центре приводит к неравномерности светового поля при близком расположении тарелки к снимаемому объекту. Это позволяет, обходясь одним источником света, более эффектно разрешать объём и фактуру снимаемого объекта
В зависимости от поставленной художественной задачи, на тарелку может быть надет рассеиватель, фильтр.
В съёмке также используются тарелки некруглые, асимметричные и продолговатые. Они позволяют сформировать мягкие блики различных форм на поверхностях, особенно на рельефах мсускулатуры и поверхностях бижутерии на модели.